# Michael Griehsbach
Michael Griehsbach (* 28. September 1961) ist ein ehemaliger deutscher Fußballspieler.
Nachdem der Mittelfeldspieler in der Saison 1984/85 bei Borussia Dortmund nur ein Spiel mitmachen durfte, versuchte er drei Jahre später beim 1. FC Köln noch einmal sein Glück. Immerhin brachte er es dort unter Trainer Christoph Daum auf drei Einsätze. Daraufhin wechselte Griehsbach in die 2. Bundesliga, wo er es in drei Jahren auf immerhin 58 Einsätze brachte. Anschließend spielte er nur noch im Amateurbereich. Nach verschiedenen Trainertätigkeiten ist er seit 2012 sportlicher Leiter beim FC Brünninghausen in Dortmund.

## Vereine
- BVL Remscheid
- Preußen Münster
- 1984–1985 Borussia Dortmund
- 1987–1988 1. FC Köln
- 1988–1989 Rot-Weiss Essen
- 1991–1993 FC Remscheid

als Trainer
- TuS Heven
- Arminia Marten

## Statistik
1. Bundesliga
- 1 Spiel Borussia Dortmund
- 3 Spiele 1. FC Köln

2. Bundesliga
- 27 Spiele; 2 Tore FC Remscheid
- 31 Spiele; 3 Tore Rot-Weiss Essen